# Portada/efemèride juliol 9
El Genovés
« 8 de juliol · 9 de juliol · 10 de juliol »